# 科德埃什蒂鄉
46°52′N 27°45′E / 46.867°N 27.750°E
科德埃什蒂鄉（羅馬尼亞語：Comuna Codăești, Vaslui），是羅馬尼亞的鄉份，位於該國東北部，由瓦斯盧伊縣負責管轄，面積68平方公里，海拔高度146米，2007年人口4,800，人口密度每平方公里70人。